# Jelce (herb szlachecki)
Jelce (Jelec) – polski herb szlachecki, odmiana herbu Leliwa.

## Opis herbu
W polu błękitnym półksiężyc złoty, nad nim takaż gwiazda. Klejnot: dwie chorągwie kościelne w słup.

## Najwcześniejsze wzmianki
Według Kaspra Niesieckiego jest to wcześniejsza wersja herbu Jelce II.
Boniecki pisze, że Jelcowie wyprowadzając od swojego przodka Kmitów i Łopatów Bykowskich herby ich do swej własnej Leliwy dołączyli, pragnąc tym udowodnić wspólne z nimi pochodzenie.

## Herbowni
Bronisz, Dawidson, Jelec, Turczynowicz.
Według Dziadulewicza Turczynowie mieli być rodziną pochodzenia tatarskiego, a ich przodkiem miał być żyjący około roku 1500 Alejko. Syn Alejki – Turczyn w popisie wojsk litewskich z 1528 opisany został jako bojar brzeski, był więc już chrześcijaninem.